# Lonja
Lonja este o arie protejată (sit de importanță comunitară — SCI) din Croația întinsă pe o suprafață de 4,36 ha, integral pe uscat.

## Localizare
Centrul sitului Lonja este situat la coordonatele 46°04′19″N 16°17′46″E / 46.072°N 16.296°E.

## Înființare
Situl Lonja a fost declarat sit de importanță comunitară în iulie 2013 pentru a proteja 1 specie de animale.

## Biodiversitate
Situată în ecoregiunea continentală, aria protejată nu include niciun habitat protejat.
La baza desemnării sitului se află o specie protejată de  nevertebrate: Unio crassus.